# Ernst Koch (Architekt)
Ernst Koch (* 1755 in Mainz; † 2. Februar 1825 in Wien) war ein deutscher Baumeister, der in Wien tätig war.

## Leben
Wann Koch nach Wien gekommen ist, lässt sich nicht genau bestimmen. Er machte jedenfalls 1788 einen Entwurf für die Fassade der Michaelerkirche und scheint ab 1791 in den Zunfttafeln der Baumeisterinnung auf. In der Folge wirkte er bis zu seinem Tode als Hofbaumeister in der k.k. General-Hofbaudirektion, war daneben aber auch privat tätig. Ernst Koch war mit Anna Katharina Gillinger verheiratet, mit der er fünf Kinder hatte. Sein Sohn Josef Koch war ebenfalls Baumeister in Wien.

## Werk
Ernst Koch war Vertreter des Klassizismus. Seine Neufassadierungen der Michaelerkirche und des Theresianums hatten Einfluss auf seine Zeitgenossen. Koch errichtete vor allem Wohnbauten, bei denen er den früheren nüchternen josephinischen Stil mit seiner Konzentration auf die Dekoration lediglich rund um die Fenster insofern weiterentwickelte, als bei ihm die gesamte Fassade an Bedeutung gewinnt. Koch war einer der bedeutendsten Baumeister Wiens in der Zeit um 1800.

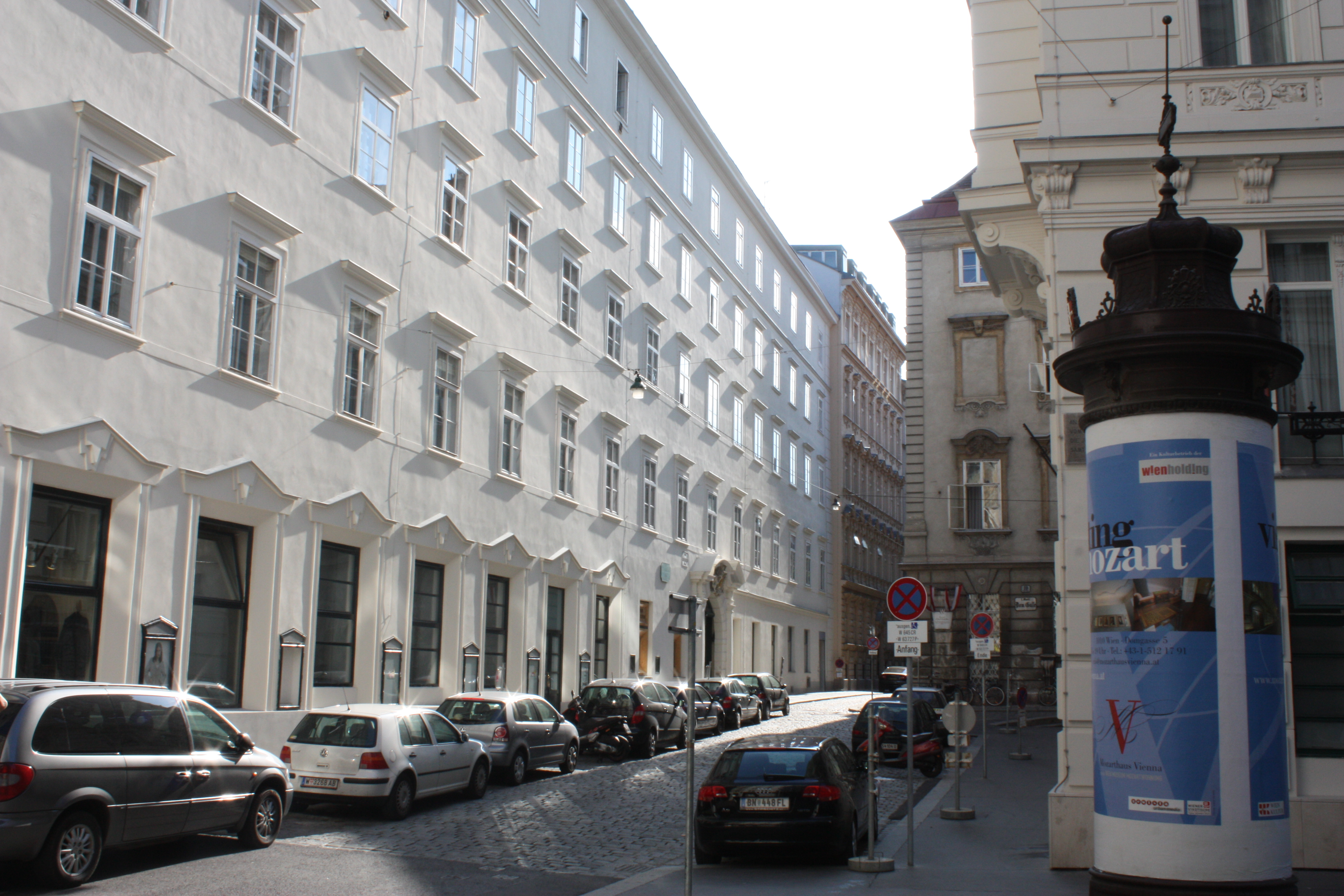
Grünangergasse 1 (1796)

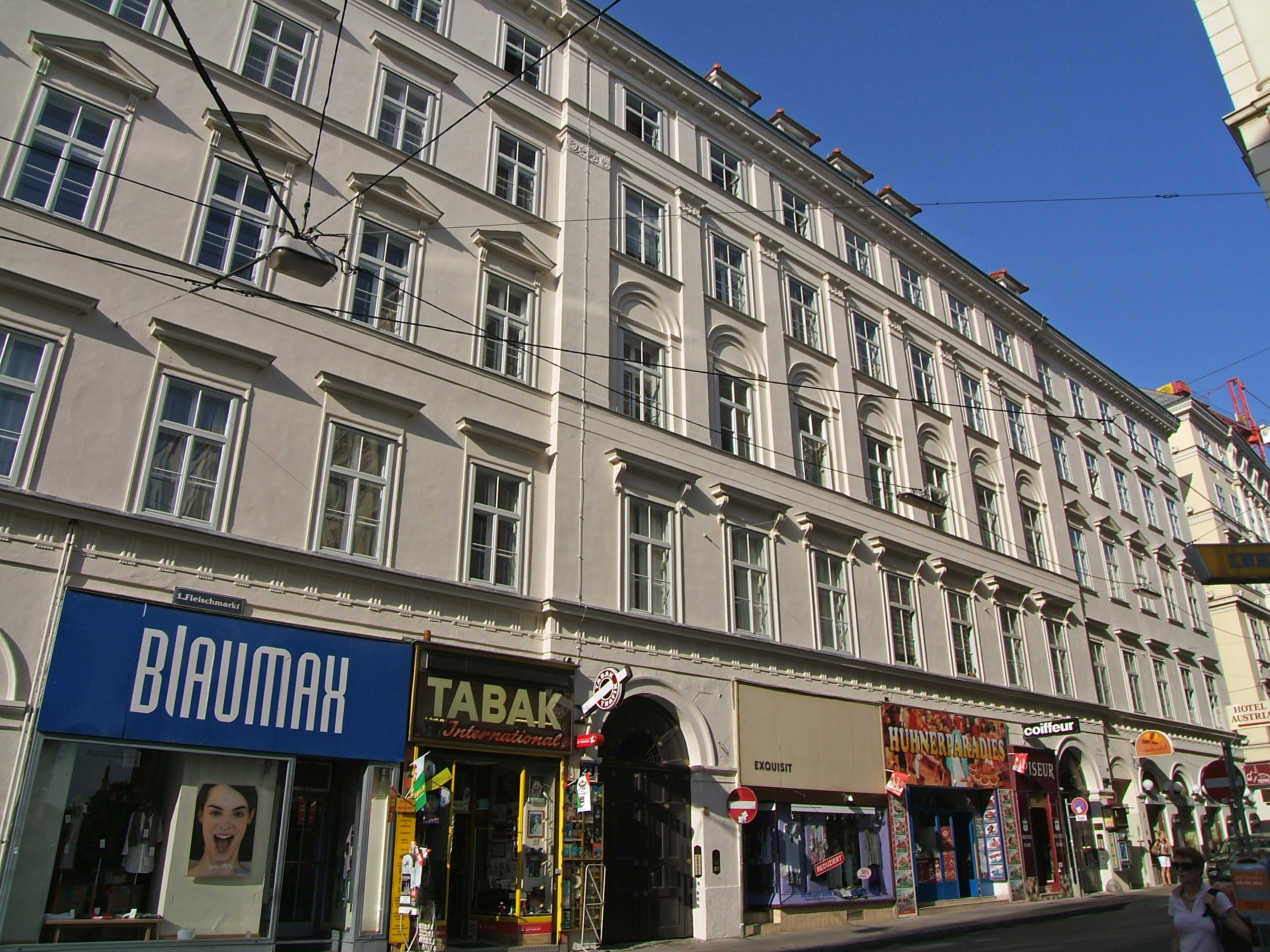
Fleischmarkt 20–22 (1823–1825)

- Wohnhaus, Kärntner Straße 41, Wien 1 (1791), Adaptierung
- Wohnhaus, Mayerhofgasse 6, Wien 4 (1791), 1796 von ihm verändert; später umgebaut
- Michaelerkirche (Fassade-Neugestaltung), Michaelerplatz, Wien 1 (1792)
- Miethaus „Zum goldenen Kreuz“, Lange Gasse 3, Wien 8 (1793), Umbau; später adaptiert; in den 1980er Jahren abgerissen
- Generali-Hof, Graben 13, Wien 1 (1794–1795), mit Peter Mollner; 1831 von Josef Klee verändert
- Miethaus „Neuberger-Hof“ bzw. „St.Anna-Hof“, Grünangergasse 1, Wien 1 (1796), Umbau; später aufgestockt
- Miethaus, Mozartgasse 3, Wien 4 (1800), Hoftrakt 1851 errichtet
- Miethaus, Am Gestade 7/Tiefer Graben 34, Wien 1 (1803), Aufstockung und Umgestaltung
- Theresianum, Favoritenstraße, Wien 4 (1804), Mittelrisalit-Neugestaltung, zugeschrieben
- Gumpendorfer Pfarrkirche, Gumpendorfer Straße/Brückengasse, Wien 6 (1807), Choranbauten; zugeschrieben
- Miethaus, Sonnenfelsgasse 15/Schönlaterngasse 1, Wien 1 (1808), Aufstockung und Adaptierung
- Dr. Scharschellisches Haus, Bäckerstraße 5, Wien 1 (1810), Umbau
- Miethaus „Zum Pelikan“, Esterhazygasse 6/Magdalenenstraße 28, Wien 6 (1811), mit Alois Hildwein; später erweitert
- Melker Hof, Schottengasse 3–3a / Mölker Steig 4/Schreyvogelgasse 4, Wien 1 (1813–1814), Um- und Zubauten
- Miethaus, Sonnenfelsgasse 13, Wien 1 (1817), Umbau
- Miethaus, Wiedner Hauptstraße 71, Wien 4 (1817), abgetragen; damals Abschluss der Palais Thurn-Valsassina-Parkanlage
- Banco-Gebäude, Herrengasse 17, Wien 1 (1819–1823), Ausführung; Entwurf Charles de Moreau
- Miethaus, Drachengasse 2, Wien 1 (1823–1824)
- Miethaus, Fleischmarkt 20–22, Wien 1 (1823–1825)
- Nakosches Haus, Fleischmarkt 18/Wolfengasse 2, Wien 1 (1830), Umgestaltung; Zuschreibung umstritten